# Fatmir Vata
Fatmir Vata (ur. 20 września 1971 w Rrëshen) – albański piłkarz występujący na pozycji pomocnika, wieloletni gracz Arminii Bielefeld.
Karierę zaczynał w SK Tirana. Następnie występował w klubach chorwackich: Orijent Rijeka, NK Samobor oraz Slaven Belupo. W 2000 roku został piłkarzem Waldhofu Mannheim. Kolejnym klubem w karierze Fatmira Vaty była Arminia Bielefeld, w której występował przez przeszło 6 lat. W 2007 przeszedł do TuS Koblenz. W latach 2009–2010 występował w Wuppertaler SV, po czym zakończył karierę zawodniczą.